# Judy Reyes

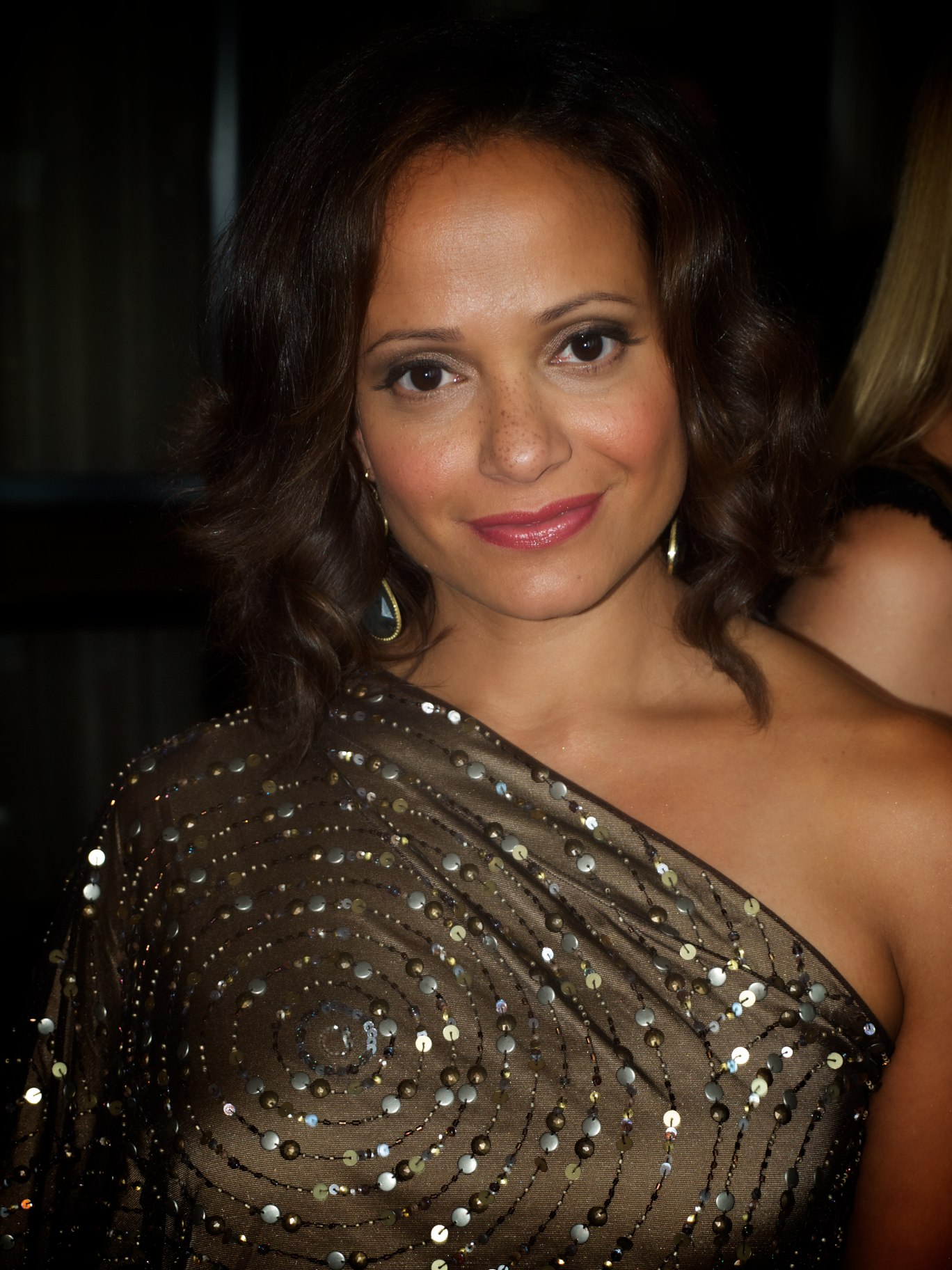
Judy Reyes (2012)

Judy G. Reyes (* 5. November 1967 in New York) ist eine US-amerikanische Schauspielerin.

## Leben
Judy Reyes wurde 1967 im New Yorker Stadtteil Bronx geboren und wuchs dort auf. Am Hunter College in Manhattan entdeckte sie ihr Interesse an der Schauspielerei. Auch nachdem sie 1992 in  Liebe, Hass und Impotenz ihre erste Filmrolle bekommen hatte, spielte sie weiterhin mit Hingabe Theater. Sie war Mitgründerin der Labyrinth Theatre Company, einer multikulturellen Schauspielgemeinschaft. Einem breiteren Fernsehpublikum wurde sie mit der Rolle als Krankenschwester Carla Espinosa in der Fernsehserie Scrubs – Die Anfänger bekannt, in der sie von 2001 bis 2009 mitspielte. Mit dem Charakter Carla hat sie auch die familiäre Herkunft aus der Dominikanischen Republik gemeinsam. Von 2013 bis 2016 stand sie für die Fernsehserie Devious Maids – Schmutzige Geheimnisse als Zoila vor der Kamera.
Reyes’ zweieiige Zwillingsschwester Joselin Reyes und ihre Schwester Fidias Reyes spielten ebenfalls in mehreren Fernsehproduktionen mit. Darüber hinaus hat Judy Reyes noch eine dritte Schwester. Reyes war mit Edwin M. Figueroa verheiratet, von dem sie geschieden ist. Seit dem 27. November 2009 ist sie Mutter einer Tochter, deren Vater ihr Lebensgefährte George Valencia ist.

## Filmografie

### Als Schauspielerin
- 1992: Law & Order (Fernsehserie, Folge 2x17)
- 1992: Liebe, Hass und Impotenz (Jack and His Friends)
- 1993: Das Gesetz der Straße (Street Justice, Fernsehserie, Folge 2x18)
- 1994: The Cosby Mysteries (Fernsehserie, Folge 1x04)
- 1994: New York Undercover (Fernsehserie, Folge 1x06)
- 1995: CBS Schoolbreak Special (Fernsehserie, Folge 12x06)
- 1996: New York Cops – NYPD Blue (NYPD Blue, Fernsehserie, Folge 4x05)
- 1996: Die Anklage (The Prosecutors, Fernsehfilm)
- 1996: City Fear (No Exit)
- 1997: Cosby (Fernsehserie, Folge 2x01)
- 1997: Ein ganz normaler Heiliger (Nothing Sacred, Fernsehserie, 2 Folgen)
- 1997: Lena’s Dreams
- 1998: Went to Coney Island on a Mission From God… Be Back by Five
- 1998: Godzilla
- 1998: Trinit (Fernsehserie, Folge 1x04)
- 1999: Taino (Kurzfilm)
- 1999: Spiel auf Leben und Tod (Mind Prey, Fernsehfilm)
- 1999: Bringing Out the Dead – Nächte der Erinnerung (Bringing Out the Dead)
- 1999, 2002: Oz – Hölle hinter Gittern (Oz, Fernsehserie, 5 Folgen)
- 2000: Die Sopranos (The Sopranos, Fernsehserie, Folge 2x09)
- 2000: Madigan Men (Fernsehserie, Folge 1x01)
- 2000: King of the Jungle
- 2001: 100 Centre Street (Fernsehserie, Folge 1x06)
- 2001: Third Watch – Einsatz am Limit (Third Watch, Fernsehserie, 2 Folgen)
- 2001: WW3 (Fernsehfilm)
- 2001: Home Invaders
- 2001–2009: Scrubs – Die Anfänger (Scrubs, Fernsehserie, 166 Folgen)
- 2002: Washington Heights
- 2002: Das größte Muppet Weihnachtsspektakel aller Zeiten (It’s a Very Merry Muppet Christmas Movie, Fernsehfilm)
- 2003: Blue’s Clues – Blau und schlau (Blue’s Clues, Fernsehserie, eine Folge)
- 2004: King of the Corner
- 2004: El Cuarto (Kurzfilm)
- 2005: Strong Medicine: Zwei Ärztinnen wie Feuer und Eis (Strong Medicine, Fernsehserie, Folge 6x10)
- 2005: Dirty
- 2006: Our House (Fernsehfilm)
- 2007: The Passion (Kurzfilm)
- 2008: Glow Ropes: The Rise and Fall of a Bar Mitzvah Emcee
- 2008: Little Girl Lost: The Delimar Vera Story (Fernsehfilm)
- 2008: The Poker Club
- 2009: Castle (Folge 1x09 Die verschwundene Tochter)
- 2009: Hawthorne (Folge 1x08)
- 2010: Medium – Nichts bleibt verborgen (Medium, Folge 7x07)
- 2010: Ask Alan (Fernsehfilm)
- 2011: Gun Hill Road
- 2011: Off the Map (Fernsehserie, 2 Folgen)
- 2011: Without Men
- 2011: Law & Order: Special Victims Unit (Fernsehserie, Folge 13x03)
- 2011: Kaylien (Kurzfilm)
- 2012: The Pregnancy Project (Fernsehfilm)
- 2012: Happily Divorced (Fernsehserie, Folge 2x11)
- 2012: Randy Cunningham: Der Ninja aus der 9. Klasse (Randy Cunningham: 9th Grade Ninja, Fernsehserie, Folge 1x12, Stimme)
- 2013–2016: Devious Maids – Schmutzige Geheimnisse (Devious Maids, Fernsehserie, 48 Folgen)
- 2015: iZombie (Fernsehserie, Folge 1x02)
- 2015: Fresh Off the Boat (Fernsehserie, Folge 2x06)
- 2015–2017, 2019: Jane the Virgin (Fernsehserie, 11 Folgen)
- 2016: Good Wife (The Good Wife, Fernsehserie, Folge 7x14)
- 2016: Girl Flu
- 2016: Blue Bloods – Crime Scene New York (Blue Bloods, Fernsehserie, Folge 7x05)
- 2017: The Circle
- 2017–2022: Claws (Fernsehserie, 40 Folgen)
- 2017–2020: One Day at a Time (Fernsehserie, 10 Folgen)
- 2018: Succession (Fernsehserie, 3 Folgen)
- 2018: Dirty John (Fernsehserie, 2 Folgen)
- 2020: All Together Now
- 2022: Smile – Siehst du es auch? (Smile)
- 2022: Batwoman (Fernsehserie, 2 Folgen)
- 2023: birth/rebirth
- 2023: Party Down (Fernsehserie, 1 Folge)
- 2024: Schlaft gut, ihr fiesen Gedanken (Turtles All the Way Down)
- seit 2024: High Potential (Fernsehserie)
- 2024: Our Little Secret

### Als Regisseurin
- 2007: The Passion (Kurzfilm)